# Нея (Поназыревский район)
Нея — поселок в Поназыревском районе Костромской области. Входит в состав Хмелёвского сельского поселения.

## География
Находится в восточной части Костромской области на расстоянии приблизительно 12 км на восток-северо-восток по прямой от районного центра поселка Поназырево на правом берегу реки Нея у железнодорожной линии Шортюгской железной дороги.

## История
Основан в период строительства Шортюгской железной дороги (с конца 1930-х до 1940-х годов).

## Население
Постоянное население составляло 59 человек в 2002 году (русские 96 %), 9 в 2022.